# Asbjörn
Asbjörn est un prénom masculin scandinave dérivé du vieux norrois Ásbjǫrn, formé des éléments áss « Ases » , et bjǫrn « ours ». Peu porté de nos jours, ce prénom suédois, variante du prénom Esbjörn, peut également se rencontrer parmi la population suédophone de Finlande. Sa variante dano-norvégienne est Asbjørn ; sa variante islandaise est Ásbjörn.

## Personnalités portant ce prénom
- Pour l'ensemble des articles sur les personnes portant ce prénom, consulter :
  - la liste des articles dont le titre commence par ce prénom
  - les listes produites par Wikidata : Liste des personnes de prénom « Asbjörn » — même liste en incluant les éventuels prénoms composés qui contiennent « Asbjörn ».